# Cultura ateriana
Ateriano è il nome che gli archeologi danno ad un'industria litica risalente alla metà del paleolitico nelle regioni del Nordafrica intorno ai rilievi dell'Atlante e nella parte nordoccidentale del Sahara (fino al 18º parallelo), che all'epoca era più umida e ricca di flora di oggi. Il nome proviene da quello di Bir-el-Ater, una località nei pressi di Costantina (Algeria). Più ad est, l'Egitto presenta, nelle medesime epoche, una netta differenza rispetto all'ateriano, per via di industrie litiche del tipo levallois e mustero-levallois.
Cronologicamente, l'ateriano si colloca tra 40.000 e 35.000 anni fa, ma per alcuni autori durerà fino a 18.000 o addirittura 10.000 anni fa. La sua fine coincise probabilmente con il peggiorare delle condizioni climatiche che rese estremamente difficile la vita nel Sahara.
Il materiale predominante fu la selce, da cui si potevano facilmente distaccare sottili lamine e schegge. Questi manufatti erano più leggeri, piccoli e resistenti di quelli fino ad allora utilizzati. Ritrovamenti tipici sono punte peduncolate, raschiatoi, raschietti, punte di trapano e bulini. Quasi certamente i peduncoli servivano per adattare agli attrezzi manici di legno o d'osso.
L'industria ateriana fu opera di progenitori dell'uomo attuale: i crani ritrovati in connessione con i siti non sembrano anatomicamente moderni. Molto probabilmente i portatori di questa cultura erano dei neanderthaliani (ma c'è chi parla di tardi rappresentanti dell'homo ergaster: i dati disponibili non permettono certezze); di sicuro, comunque si trattava ancora di cacciatori-raccoglitori. La fauna del tempo è ancora quella della savana: elefanti, rinoceronti, giraffe, leoni, antilopi.

## Culture precedenti e successive
I ritrovamenti preistorici anteriori all'ateriano sono stati considerati appartenenti alle ultime fasi dell'acheuleano; in alcune località vi sono stati ritrovamenti levalloisiani, e quindi sembra lecito dedurne una discontinuità di popolamento.
Dopo un acheuleano diffuso in maniera omogenea in tutta l'Africa, si osserva qui per la prima volta, una chiara differenziazione spaziale di diverse culture su questo continente.
L'ateriano venne poi seguito dalle culture epipaleolitiche dell'Iberomaurusiano (nei territori lungo le coste del Nordafrica) e poi del Capsiano (in territori più interni). Tuttavia a tutt'oggi non è chiaro se anche in questo caso si debba pensare che vi sia stata una discontinuità di colonizzazione tra queste due culture a causa dell'inaridirsi del clima del Sahara.